# Nhà nghiên cứu đồ cổ

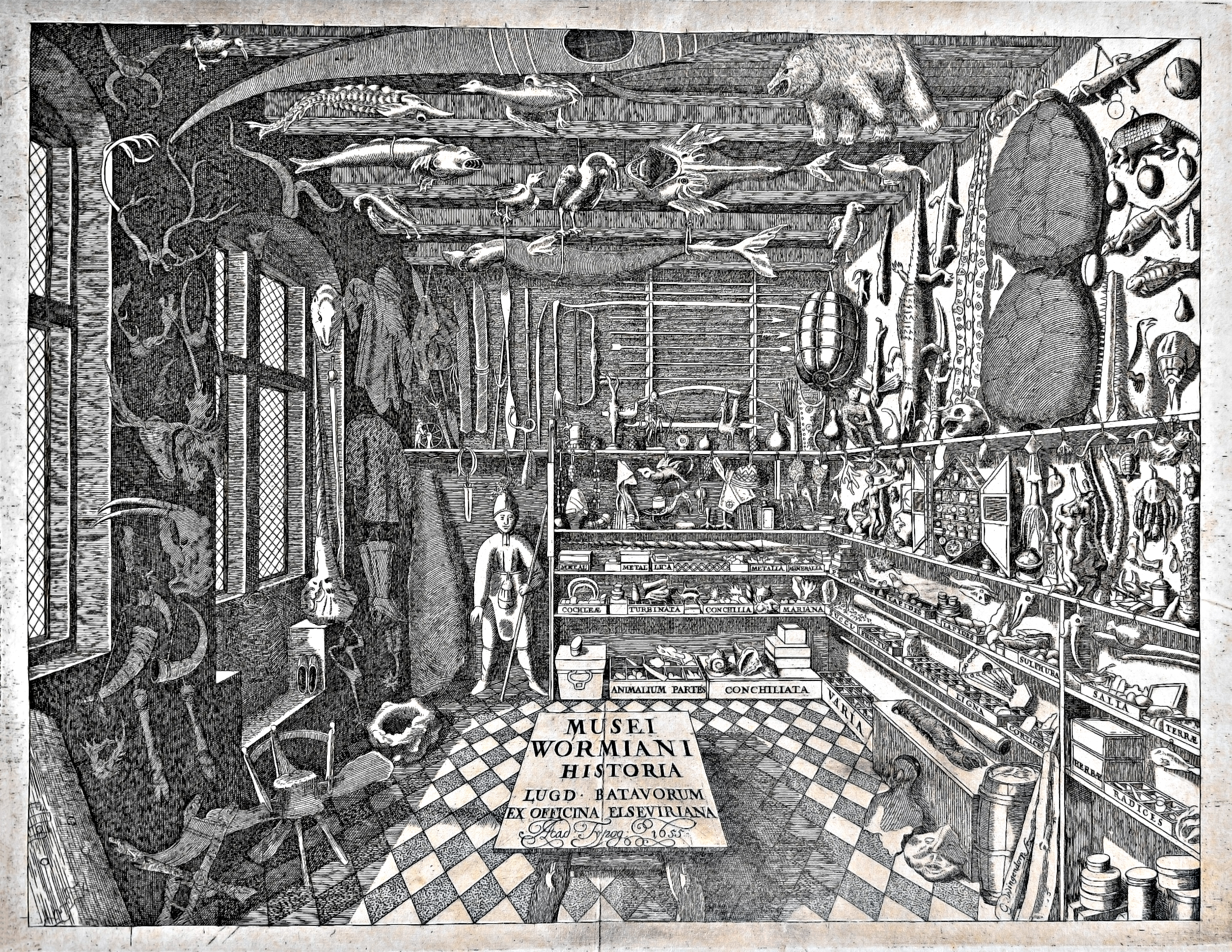
Tủ đựng đồ quý của Ole Worm từ Museum Wormianum, 1655

Nhà nghiên cứu đồ cổ hay người sưu tầm đồ cổ (bắt nguồn từ tiếng Latin: antiquarius, có nghĩa là liên quan đến thời cổ đại) là một người hâm mộ hoặc sinh viên khảo cổ hoặc những thứ của quá khứ. Cụ thể hơn, thuật ngữ này được sử dụng cho những người nghiên cứu lịch sử đặc biệt chú ý đến các cổ vật, di tích khảo cổ và lịch sử, hoặc tài liệu lưu trữ và bản thảo lịch sử.  Bản chất của "Antiquarianism" (khảo cổ học) là tập trung vào các bằng chứng thực nghiệm trong quá khứ, và có lẽ được gói gọn trong phương châm được áp dụng bởi nhà khảo cổ thế kỷ 18, Ngài Richard Colt Hoare, Nam tước thứ 2, "Chúng tôi nói từ thực tế, không phải lý thuyết."
Từ điển tiếng Anh Oxford trích dẫn lần đầu từ "nhà khảo cổ học" vào năm 1824;  điều này sớm chiếm lĩnh như một thuật ngữ thông thường cho một nhánh chính của hoạt động khảo cổ.  "Khảo cổ học", từ năm 1607 trở đi, ban đầu có nghĩa là  "lịch sử cổ đại", với ý nghĩa hiện đại hẹp hơn lần đầu tiên được nhìn thấy vào năm 1837.
Ngày nay khái niệm "antiquarian" thường được sử dụng theo nghĩa miệt thị, để chỉ một sự tập trung quá hẹp vào những chuyện vặt lịch sử thực tế, để loại trừ ý nghĩa về bối cảnh hoặc quá trình lịch sử.  Rất ít người ngày nay sẽ tự mô tả mình là một "antiquary" dù khái niệm  "antiquarian bookseller" (người bán sách cổ) với những đại lý bán những quyển sách cổ đắt giá vẫn còn đến ngày nay và một số tổ chức như Hội cổ vật Luân Đôn (thành lập năm 1707) vẫn giữ được tên lịch sử của họ.

## Lịch sử

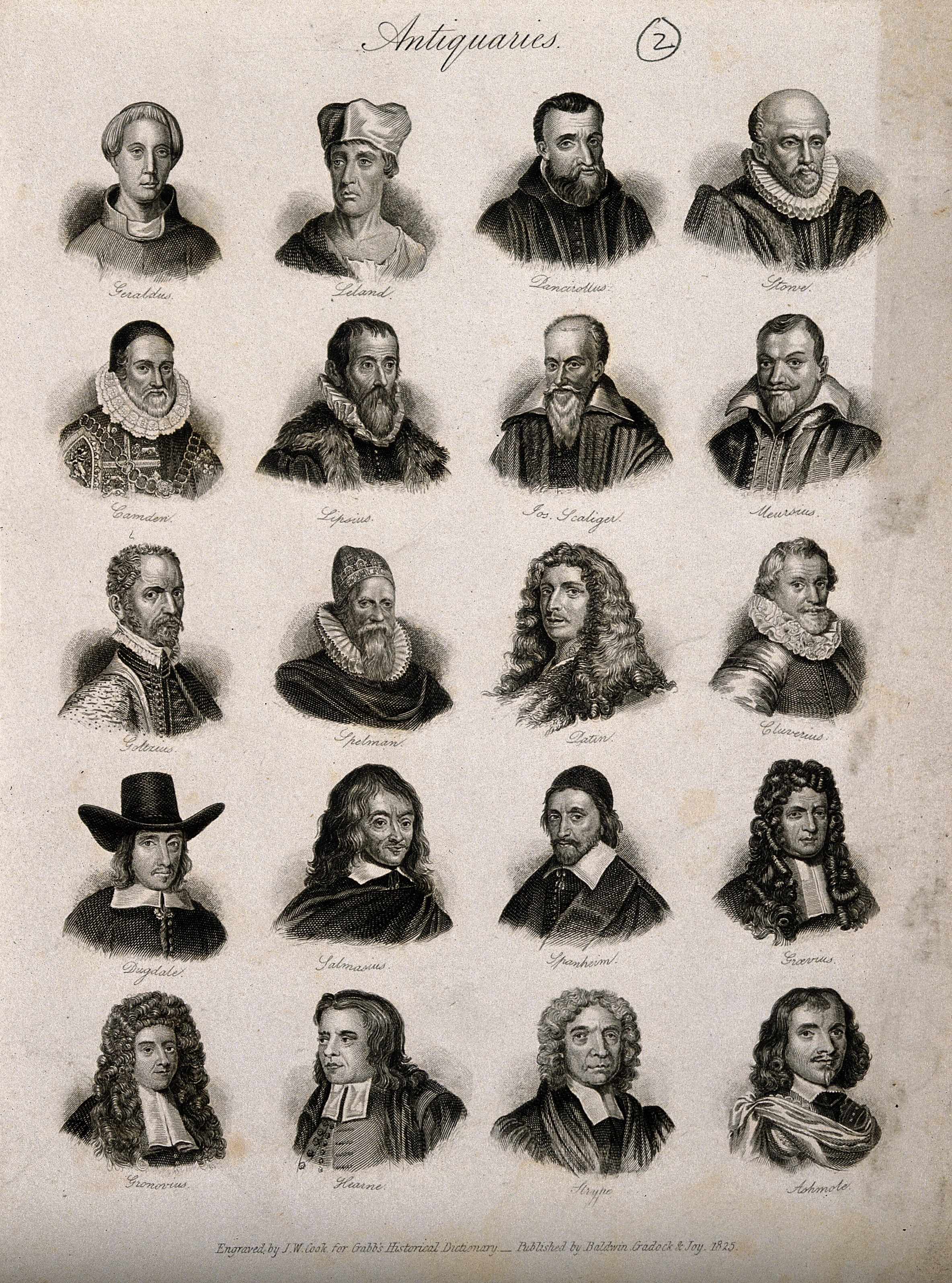
Bức tranh chân dung của 20 nhà khảo cổ học nổi tiếng, của Crabb, xuất bản năm 1825, nổi bật là: Giraldus Cambrensis, John Leland, Guido Panciroli, John Stow, William Camden, Justus Lipsius, Joseph Justus Scaliger, Johannes Meursius, Hubert Goltzius, Henry Spelman, Charles Patin, Philipp Clüver, William Dugdale, Claudius Salmasius, Friedrich Spanheim, Johann Georg Graevius, Jakob Gronovius, Thomas Hearne, John Strype và Elias Ashmole,...

### Nhà khảo cổ Trung Quốc cổ đại
Trong suốt triều đại nhà Tống (960-1279), các học giả như Âu Dương Tu (1007-1072) đã phân tích hiện vật cổ được cho rằng mang ký tự của tiếng Trung Quốc cổ khắc trên đồng và đá, những thứ mà ông đã bảo quản trong một bộ sưu tập 400 văn bản cổ; Patricia Ebrey đã viết rằng ông là người tiên phong trong ý tưởng đầu tiên về Minh văn.
Sở thích nghiên cứu sưu tầm đồ cổ về chữ khắc và hiện vật cổ suy yếu dần sau khi nhà Tống, nhưng được hồi sinh vào đầu triều đại nhà Thanh (1644-1912), thời này có các học giả như Gu Yanwu (1613-1682) và Yan Ruoju (1636-1704).

### Khảo cổ La Mã cổ đại
Khảo cổ học về La Mã cổ đại đa số là các nghiên cứu về văn bản, ký tự cổ và hiện vật để ghi nhận lại lịch sử. Thời đại này là tâm điểm của nhiểu cuộc khảo cổ lớn, thu hút sự chú ý, quan tâm của nhiều nhà khảo cổ. Trong thời này cũng có nhiều nhà khảo cổ nổi tiếng (hình bên phải).

### Thời Trung cổ và đầu thời hiện đại
Mặc dù tầm quan trọng của những văn bản đồ cổ trong văn học La Mã cổ đại là rất lớn, một số học giả xem ngành khảo cổ học như là một ngành mới xuất hiện ở thời Trung Cổ. Các nhà khảo cổ đôi khi khám phá để hoàn thành bộ sưu tập các văn bia hoặc các hồ sơ di tích của mình, khái niệm Varro lấy cảm hứng từ việc khảo cổ của người La Mã, có tên là "bộ sưu tập có hệ thống của tất cả các di tích của quá khứ". Về ý nghĩa rộng hơn của từ "Antiquarianism" (khảo cổ học) được sử dụng trong thời kỳ Phục hưng là sự đánh giá, phê bình và tìm cách trả lời cho câu hỏi của các văn bản cổ được tạo ra trong lịch sử bởi nhà nhân học. Việc phê bình văn bản đã sớm được mở rộng và trở thành một nhận thức về quan điểm bổ sung của quá khứ, có thể được cung cấp bởi các nghiên cứu về đồng tiền, chữ khắc và di vật khảo cổ khác, cũng như các tài liệu từ thời Trung cổ. Những nhà sưu tầm thường tạo ra các bộ sưu tập của nhiều vật thể khác nhau; các bộ sưu tập đầu tiên thường bao gồm các đồ cổ và tác phẩm nghệ thuật, gần đây hơn là về mục lịch sử tự nhiên, kỷ vật và các mặt hàng từ những vùng đất xa lạ.

### Thế kỷ 18, 19 và 21

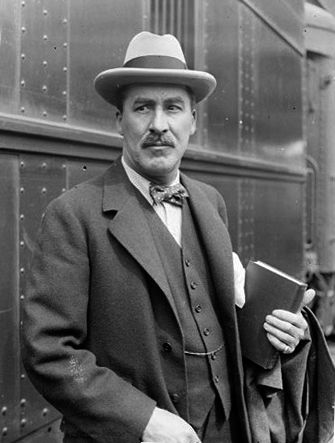
Howard Carter, nhà khảo cổ lớn của thế kỷ 20, người đã khám phá ra các ngôi mộ ở Ai Cập.

Trong thế kỷ 18, một xã hội nhà khảo cổ mới nổi lên của phong trào chủ nghĩa nhân văn. Người học và những người quan tâm đến lịch sử đã tổ chức làm hình thành nên một xã hội sưu tầm đồ cổ mới. Họ không liên kết với các trường đại học. Chúng được hình thành bởi sự giải trí, chơi và buôn đồ cổ của những người giàu có. Các nhà khảo cổ đã quan tâm ngày càng nhiều về Hy Lạp cổ đại. Một vài sự may mắn, chủ yếu là người Anh và người Pháp, họ có thể đã tham gia vào các nhóm này. Nhiều nhà khảo cổ bắt đầu sự nghiệp của mình với tự học. Những học giả chuẩn bị giấy tờ ghi chép về những phát hiện mới của họ và ghi lại các cuộc tranh luận trong các cuộc họp xã hội. Đôi khi họ không đồng ý với cách tiếp cận học tập mới đối với lịch sử. Đến cuối thế kỷ 19, các ngành khảo cổ học đã được thay thế bởi một số môn học chuyên hơn. Chúng bao gồm các môn khảo cổ học, lịch sử nghệ thuật, ngữ văn, cổ tệ học, văn học và ngoại giao.